# Bayworth
Bayworth – osada w Anglii, w hrabstwie Oxfordshire, w dystrykcie Vale of White Horse. Leży 6 km na południe od Oksfordu i 82 km na zachód od Londynu.